# 21 Centimeter Array
Pour les articles homonymes, voir PAST.
21 Centimeter Array (21CMA), anciennement Primeval Structure Telescope (PAST), est un radiotélescope chinois situé dans  l’ouest de la province du Xinjiang  sur le haut plateau d’Ulastai dont l'objectif est l'observation des premiers objets lumineux de l'univers. Il est constitué d'un réseau d'une dizaine de milliers d'antennes. 21CMA fait partie des observatoires astronomiques nationaux de l'Académie chinoise des sciences. Il est entré en fonction en 2007.
Le radiotélescope permet une résolution angulaire de 4 minutes d'arc et une sensibilité de 1 millikelvin/jour. Il observe la raie spectrale de l'hydrogène neutre, dont la longueur d'onde est de 21 cm et à laquelle il doit son nom. La surface de collecte du radiotélescope a une superficie de 70 000 m² et son champ  est de 2 x 2 degrés.